# Gun-Nac
Gun-Nac (яп. ガンナック Gan'nakku) — компьютерная игра в жанре вертикального скролл-шутера, разработанная компанией японской Compile и выпущенная 5 октября 1990 года в Японии и в сентябре 1991 года в США. Действие игры происходит в далёком будущем в связи с нашествием на цивилизацию людей инопланетян. Игрок управляет космическим кораблём, который имеет 5 видов основного оружия и 4 вида дополнительного, которое можно улучшать, взяв повторно это оружие. При попадании вражеского оружия в космический корабль игрока, последний теряет жизнь. Однако, существует дополнительный щит, который может выдержать одно попадание, однако после него щит исчезает. Также щит позволяет повысить уровень мощности оружия. В игре присутствует игровой магазин, в который игрок отправляется после каждого пройденного уровня. В магазине можно купить вооружение, щит, кроме того, можно купить дополнительное оружие, которое игрок получит к определённому уровню, который он выбирает сам. Всего в игре 8 уровней, в каждом из которых в конце присутствует босс, а в середине мини-босс (за исключением 7 уровня, в котором только один босс в конце и 8 уровня, в котором 3 мини-босса и 2 босса в конце). Также в игре есть секрет: если в опциях игры в разделе «sound test» поставить на пятую музыкальную тему, то список уровней раскроется, даже если игра не была пройдена. Причём наряду с 8 уровнями, присутствующими в игре, будет доступен также секретный, нулевой уровень, в котором в качестве босса выступает мини-босс шестого уровня.